# Bairat
Bairat (Vairata) és una vila de l'Índia, al districte de Jaipur, Rajasthan, a uns 52 km de Jaipur i 66 a l'oest d'Alwar. Segons el cens del 2001 tenia 17.237 habitants. Prop de la ciutat neix el riu Banganga.
El seu nom antic fou Viratnagar, esmentada al Mahabharata; fou capital del regne de (Mahajanapada) de Matsya que fou conquerit pel regne de Chedi al segle v i després fou part de l'imperi Maurya. Les ruïnes de la capella budista de Bijak-ki-pahadi, són del segle iii aC i és l'estructura budista més antiga de l'Índia; també hi ha un monestir budista, una capella de fusta i un edicte gravat a la roca de l'emperador Asoka, datades vers el 250. La ciutat fou visitada pel peregrí xinès Xuanzang el 634 junt amb Mathura i després Jalandhar per arribar finalment als monestirs theravada de la vall del Kulu des d'on va girar al sud per tornar a Bairat i Mathura; el peregrí diu que la ciutat tenia 8 monestirs budistes però molts d'aquestos estaven en ruïnes i els altres tenien molt pocs monjos. Al començament del segle xi Mahmud de Gazni va arribar a la zona i va saquejar la ciutat que va quedar deserta durant cinc segles però tornava a existir al segle xvi en temps d'Akbar el Gran. A la ciutat hi ha diverses estructures mogols, incloent-hi un cenotafi (chhatri) i un allotjament que va utilitzar Akbar el Gran quan va fer el pelegrinatge a Ajmer. El museu de Viratnagar a la ciutat, té diverses objectes històrics incloent escultures, mones, poteria, segells i objectes de metall.
Sota domini britànic fou part del principat de Jaipur, on era capital d'un tahsil a la província (nizamat) de Torawati. La població el 1901 era de 5.637 habitants.